# بروس بفر
بروس أنتوني بفر (بالإنجليزية: Bruce Anthony Buffer؛ مواليد 21 مايو 1957) هو مذيع أمريكي محترف لفنون القتال المختلطة، والمذيع الرسمي لقفص بطولة القتال النهائي (UFC)، تم تقديمه على البث باسم «الصوت المخضرم للقفص». العبارة الشهيرة لبروس هي «حان الوقت!» (بالإنجليزية: It's time!)‏، والتي يقولها قبل الحدث الرئيسي لبطولة القتال النهائي. إنه الأخ غير الشقيق لمذيع الملاكمة والمصارعة المحترفة مايكل بفر، وهو الرئيس والمدير التنفيذي لشركتهم، The Buffer Partnership. يحمل بفر الحزام الأسود في تانك سودو وقد قاتل في الكيك بوكسينغ.

## حياته الشخصية
في عام 1989، تم تقديم بروس إلى أخيه غير الشقيق،مايكل بفر، عندما اتصل والدهما بمايكل بعد رؤيته على شاشة التلفزيون. في منتصف التسعينيات، أصبح بروس وكيل / مدير مايكل. عمل الأخوان معًا منذ ذلك الحين لتشكيل شركة لتنمية أعمالهما من خلال الترخيص والمظاهر. اسم الشركة هو The Buffer Partnership.

## وصلات خارجية
- بروس بفر في قاعدة بيانات الأفلام على الإنترنت
- حب بروس بفر للبوكر (مقابلة: فيديو + نسخة)